# Wages of Sin
Wages of Sin är ett musikalbum med Arch Enemy, utgivet den 25 april 2001. Det är gruppens första album med Angela Gossow vid mikrofonen och producerades av Fredrik Nordström.

## Låtlista
1. Enemy Within – 4:19
2. Burning Angel – 4:15
3. Heart of Darkness – 4:51
4. Ravenous – 4:05
5. Savage Messiah – 5:16
6. Dead Bury Their Dead – 3:53
7. Web of Lies – 3:54
8. The First Deadly Sin – 4:19
9. Behind the Smile – 3:28
10. Snow Bound – 1:32
11. Shadows and Dust – 4:27

## Medverkande
Arch Enemy:
- Angela Gossow  - sång
- Michael Amott - gitarr
- Christopher Amott - gitarr
- Sharlee D'Angelo - bas
- Daniel Erlandsson - trummor

Övriga:
- Fredrik Nordström - produktion
- Per Wiberg - keyboard
- Niklas Sundin - skivomslag